# Bregovi (Tutin)
Pour les articles homonymes, voir Bregovi.
Bregovi (en serbe cyrillique : Брегови) est un village de Serbie situé dans la municipalité de Tutin, district de Raška. Au recensement de 2011, il comptait 40 habitants.

## Démographie
| 1948 | 1953 | 1961 | 1971 | 1981 | 1991 | 2002 | 2011 |
| ---- | ---- | ---- | ---- | ---- | ---- | ---- | ---- |
| 58   | 65   | 78   | 58   | 57   | 60   | 57   | 40   |

|  |